# Sonate pour piano no 24 de Beethoven
Pour les articles homonymes, voir Sonate pour piano (homonymie).

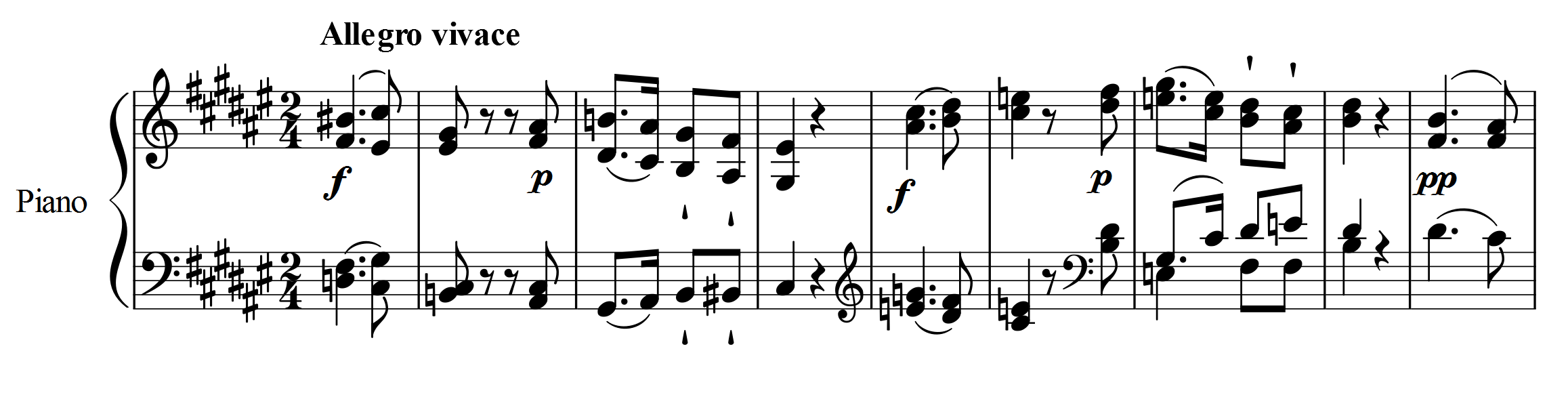
Extrait de la partition du deuxième mouvement de la sonate n°24 op.78 de Ludwig van Beethoven.

La Sonate pour piano no 24 en fa dièse majeur, opus 78, de Ludwig van Beethoven, fut composée en 1809. Pour cette raison on connaît parfois l'œuvre sous le nom de « Sonate à Thérèse ».
Elle ne comporte que deux mouvements et son exécution dure un peu moins de 8 minutes :
1. Adagio cantabile – Allegro ma non troppo ;
2. Allegro vivace.

Malgré sa brièveté, cette sonate virtuose et chaleureuse était aimée de son auteur. Si l’on en croit le mot rapporté par Karl Czerny, il l'estimait davantage que la Sonate « Clair de lune » : « On parle toujours de la sonate en ut dièse mineur, j'ai pourtant écrit mieux que cela, ainsi la sonate en fa dièse majeur est autre chose. ».